# Pasi Aceh
Pasi Aceh is een bestuurslaag in het regentschap Aceh Barat van de provincie Atjeh, Indonesië. Pasi Aceh telt 744 inwoners (volkstelling 2010).